# ZenCity
ZenCity es un proyecto inmobiliario en construcción, en el Dique 1 del barrio de Puerto Madero, en la ciudad de Buenos Aires, Argentina.
Es un desarrollo de Fernández Prieto y Asociados y Vizora (del banquero Jorge Brito), comercializado por Intelligent. Fue proyectado por el estudio Bodas, Miani y Anger y Asociados (BMA) y por Fernández Prieto. En su diseño fue inspirado por diversos emprendimientos de la ciudad de Palm Beach, Miami, Estados Unidos.
El complejo consiste en 4 edificios: la Torre Ónix (residencial), la Torre Rubí, la Torre Ámbar y el edificio Zafiro. Ámbar y Rubí son dos torres de planta baja y 23 pisos altos con 72 metros de altura, Zafiro es un edificio aterrazado de planta baja y 9 pisos, y Ónix combina una torre de 23 pisos con un volumen escalonado de 9 pisos. En el centro del conjunto se encontrará un jardín y plaza privada, con piletas de natación y arboledas, con densa vegetación y cascadas, inspirado en hoteles de Las Vegas como el The Mirage.
Además, se planea destinar uno de los edificios a alojar a una cadena hotelera, y un quinto edificio de 7 pisos llamado Esmeralda a oficinas, donde funcionará en la planta baja una serie de locales comerciales. En total, serían 150.000 m² (incluyendo 3 subsuelos de cocheras), con una inversión estimada de US$ 150.000.000. 
La construcción del complejo comenzó a mediados de 2008. En mayo de 2011 se entregaron las primeras unidades, y la terminación de la segunda etapa se estima para julio de 2012.

## El barco mercante
El 29 de diciembre de 2008 durante la excavación del pozo para comenzar las obras para ZenCity, se descubrieron los restos de una embarcación de madera, hundida hacía siglos. 
Luego de la sorpresa inicial, y del inmediato anuncio a los medios de comunicación ese mismo día, se contactó a historiadores y arqueólogos urbanos. Se estimó que la nave era de fines del siglo XVIII, y por los restos de carga encontrados, era mercante y  española. Se hallaron cuatro cañones, tres vasijas enteras y varias destruidas, casi cuatro metros de diámetro de la quilla en perfecto estado, piedra de lastre y metros de encordado. Se consideró que era un hallazgo único en la historia arqueológica de Buenos Aires, ya que nunca antes se había encontrado un ejemplar en semejante grado de conservación.
Se barajó en un primer momento la posibilidad de volver a enterrar lo hallado, porque se consideró que el contacto con el aire y el exterior acabaría desintegrando la madera, que se había conservado durante 200 años por quedar hundida en el lodo del Río de la Plata. En primer lugar, los cañones (de una tonelada de peso cada uno) se llevaron a Barraca Peña, en La Boca. Rápidamente, se anunció que a pesar de haber sido realizado -accidentalmente- por un emprendimiento privado en un lote propiedad de Fernández Prieto S.A., el descubrimiento era propiedad del Gobierno de la Ciudad, por una ley nacional.
Se decidió habilitar las visitas a la excavación con fines turísticos, durante un tiempo limitado y con una capacidad diaria reducida. Al mismo tiempo, History Channel preparó un documental tratando la noticia.
En julio de 2009 se decidió el traslado de la estructura a la misma Barraca Peña. Aunque el anuncio se repitió en enero de 2010, en ninguna de las dos oportunidades se concretó lo dicho. Recién en el mes de marzo se construyó alrededor del barco una estructura metálica que serviría para su traslado, anunciándose que una vez en La Boca, sería enterrado definitivamente para evitar su progresiva desintegración. Efectivamente, el 17 de abril el galeón fue depositado en la Barraca Peña, cargándolo en un camión que lo trasladó a muy baja velocidad.